# Bouïnian
Bouïnian (em árabe: بوينان) é uma cidade e comuna localizada na província de Blida, Argélia. De acordo com o censo de 2008, a população total da cidade era de 31 070 habitantes.